# Metazygia calix
Metazygia calix är en spindelart som först beskrevs av Charles Athanase Walckenaer 1842.  Metazygia calix ingår i släktet Metazygia och familjen hjulspindlar. Inga underarter finns listade i Catalogue of Life.